# Гизберт Стари фон Бронкхорст
Гизберт I фон Бронкхорст Стари (на немски: Gisbert van Bronckhorst; на нидерландски: Gijsbert I van Bronckhorst; † сл. 1140) е господар на Бронкхорст в Нидерландия и Рекхайм/Рекем (в Ланакен), Белгия.

## Произход
Той е единственият син на Адам фон Бронкхорст. Сестра му Ирмгард/Ермнгард влиза в манастир в Рекем.

## Фамилия
Гизберт фон Бронкхорст се жени за жена от фамилията Рош/Ройш. Те имат децата:
- Гизбрехт фон Бронкхорст († 1196)
- Вилхелм I фон Бронкхорст († сл. 1226), женен за Гертруд

## Галерия
- Бившият дворец в Бронкхорст
- Дворец Рекхайм/Рекем (1626)